# فلورين (عملة)
الفلورين الإيطالي عملة ضربت بين 1252م-1533م مع عدم وجود تغيير كبير في تصميمها أو مستوى محتوى المعدن. احتوت 54 حبة من الذهب الصافي اسمياً (الجيد) (3.5 غرام) وتبلغ قيمتها حوالي 200 دولار أمريكي حديث. كان الفلورين الذهبي لجمهورية فلورنسا أول عملة ذهبية صكت في أوروبا بكميات كافية لتلعب دوراً تجارياً هاماً منذ القرن السابع الميلادي. كما كانت العديد من البنوك الفلورانسية شركات دولية كبرى لها فروع في جميع أنحاء أوروبا وبالتالي أصبح الفلورين عملة التجارة السائدة في أوروبا الغربية للمعاملات واسعة النطاق، لتحل محل الألواح الفضية.